# Forbes March
Forbes March (Bristol, 12 de Maio de 1973) é um modelo e ator britânico, mais conhecido por interpretar Jesse Kilmartin em Mutant X e Nash Brennan em One Life to Live.

## Biografia

### Vida pessoal
Forbes nasceu na Inglaterra, sendo filho de um filósofo e de uma professora. Pouco depois, sua família mudou-se para a cidade de Halifax, no Canadá. Possui um irmão mais novo chamado Andy, que é músico.
Em 14 de Novembro de 1999, March e sua então noiva Vanessa Sergio tiveram sua primeira filha, Marina Jeanette.

### Carreira
March começou sua carreira como ator no seriado canadense Northwood, gravado em Vancouver, mas logo começou a trabalhar como modelo fazendo campanhas para grifes como Tommy Hilfiger, Armani e Marlboro. Pouco depois, ele se inscreveu em aulas de atuação e fez um teste para um papel em All My Children.
Após ser aprovado e receber o papel de Scott Chandler na telenovela, Agnes Nixon juntou seu personagem com Becca Tyree, interpretada por Abigail Spencer. Apesar do sucesso inicial, uma nova trama envolvendo a personagem de Spencer e de outros atores do programa fez com que March ficasse obscurecido de uma maneira geral, e ele não teve seu contrato renovado para mais uma temporada no ano seguinte.
Em 2001, ele novamente trabalhou com Abigail Spencer, desta vez no filme Campfire Stories, e na sequência, conseguiu um papel no seriado de ficção científica Mutant X como Jesse Kilmartin, onde permaneceria até o cancelamento, em 2004.
Em julho de 2005, após uma rápida participação no filme Dirty Love, Forbes retornou à televisão diurna com um papel em One Life to Live, formando par com Jessica Buchanan, personagem da atriz Bree Williamson, e foi demitido do programa em 2008, três anos após conseguir o papel. Mais recentemente, ele ainda participou do filme Manhattanites como Matt Malone.

## Filmografia

### Televisão
- 2008 One Life to Live como Nash Brennan
- 2005 CSI: Crime Scene Investigation como Brad Himmel
- 2004 Mutant X como Jesse Kilmartin
- 2004 Doc como Dylan Sinclair
- 2000 All My Children como Scott Parker Chandler
- 1991 Northwood como Brendan

### Cinema
- 2008 Manhattanites como Matt Malone
- 2005 Dirty Love como Sr. Hot Bacon
- 2001 Campfire Stories como Kyle
- 2001 Way Off Broadway como Jay